# Британська колонізація Індії
Брита́нська колоніза́ція І́ндії — період в історії Індії, пов'язаний із закріпленням британців на її території, завоюванням ними місцевих князівств та формуванням колоніальної системи (XVII—XIX століття).

## Передумови колонізації
З точки зору традиційної соціальної структури індійського суспільства, первісний індуїстський фундамент був надзвичайно стійким до впливу європейців. Однак система політичної адміністрації залишалась послабленою; криза імперії Великих Моголів сприяла поліцентризму та міжусобним війнам. Не додавав міцності індійській державності і той факт, що значна частина населення прийняла іслам. З боку колонізаторів, англійська капіталістична промисловість на межі XVIII—XIX століття гостро потребувала нових ринків збуту фабричних товарів, а Індія стала ідеальним вирішенням цих проблем.

## Етапи колонізації

### Торговельна експансія

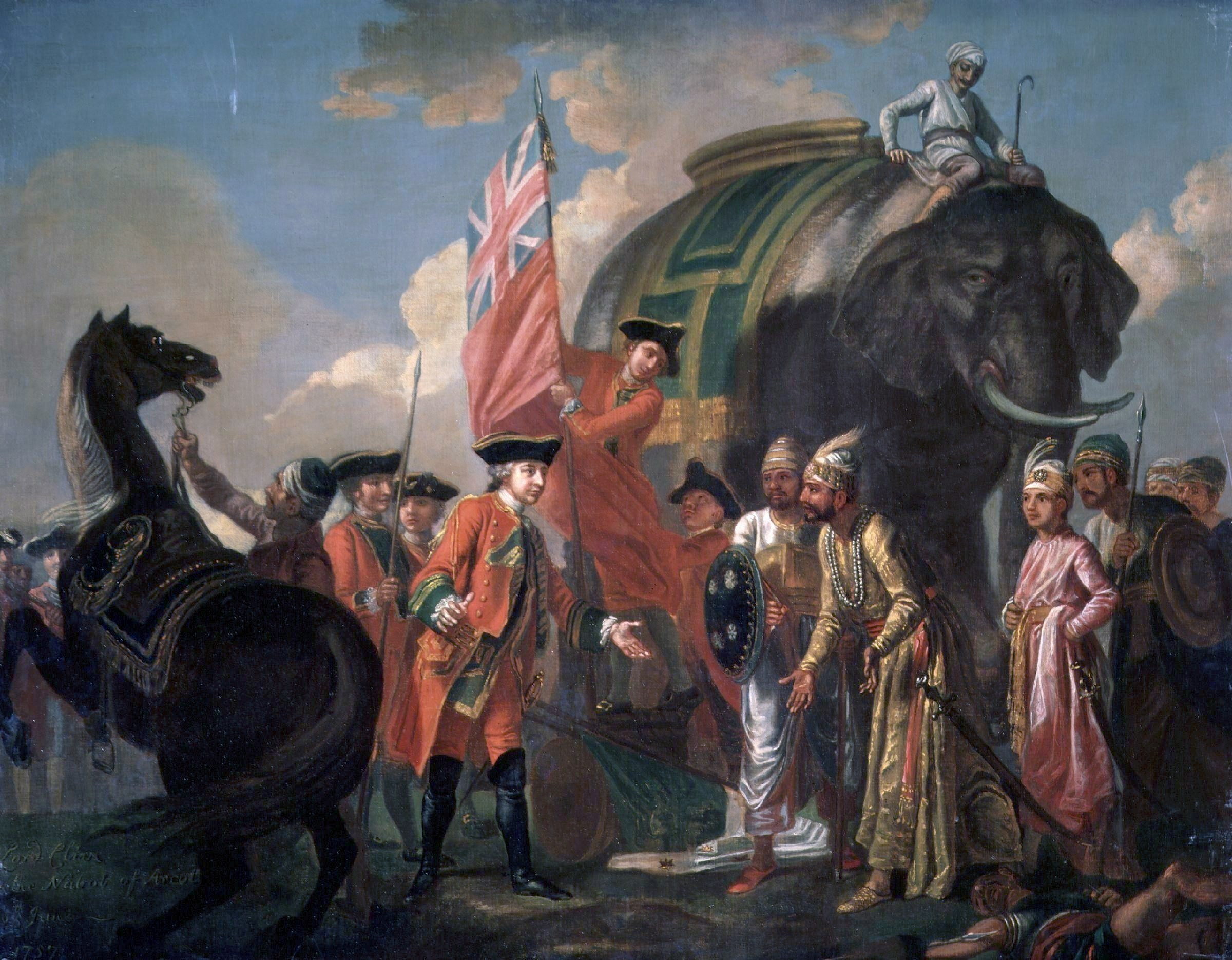
Роберт Клайв зустрічається з Мір Джафаром після битви при Плессі

У 1613-1614 британська Ост-Індійська компанія відкрила першу торгову факторію в Сураті (Гуджарат). Через декілька років Моголи надали право британцям торгувати та влаштовувати факторії в обмін на зобов'язання захищати імперію від морської експансії португальців. Було засновано факторії в Агрі, Ахмедабаді та Брочі.
У 1622 британці захопили Ормуз, чим значно послабили позиції португальців на сході. Важливою віхою в історії англійського торгового панування в Індії стало перенесення західної штаб-квартири Ост-Індійської компанії з Сурату в Мумбаї (1687).
У 1717 британці отримали право безмитної торгівлі в Декані та Бенгалії.

### Початок британського панування в Декані
В середині XVIII століття Індія стала одною з арен боротьби Британії та Франції за гегемонію в колоніях.
Під час боротьби за австрійську спадщину (1740—1748) британська Ост-Індійська компанія частково витіснила з південно-східної Індії французів.
В 1749 взято Мадрас. Однак повністю британці затвердились в Індії лише після закінчення Семирічної війни (1756—1763).
В 1761 взято основний пункт французів у князівстві Карнатика — Пондішері. Перші здобутки були закріплені Паризьким мирним договором 1763 року.

### Захоплення Бенгалії
Важливим етапом стало захоплення та підкорення Бенгалії. У 1756 наваб Бенгалії Сірадж уд-Даула, намагаючись припинити вторгнення до своїх володінь англійців, почав проти них війну, захопивши їх опорну базу в північно-східній частині Індії — Калькутту. Однак війська Ост-Індійської компанії відбили Калькутту, розгромили укріплення французів, що підтримували наваба, і завдали йому поразки біля Плессі.
У 1773 британський парламент прийняв «Регулюючий акт», що поклав початок подвійному управлінню Бенгалією. Було ліквідовано всі номінальні бенгальські органи адміністративного управління, і влада тут офіційно зосередилась в руках Ост-Індійської компанії. Компанія отримала монополію на виробництво та продаж опіуму в Бенгалії, що значно зміцнило економічне становище британців.

### Колонізація Майсуру

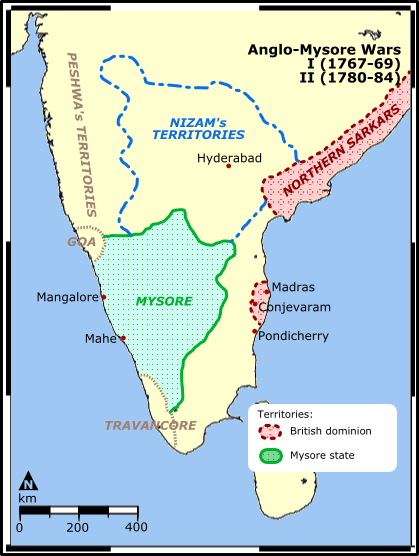
Британсько-майсурські війни

У 1775 Британська Ост-Індійська компанія почала війну проти маратхів.
В 1760-ті-1770-ті посилюється Майсур. Перша британсько-майсурська війна (1767—1769) завершилась поразкою англійців, що опинились в загрозливому становищі. Після втрати північноамериканських колоній англійці почали проявляти все більшу зацікавленість в розширенні своїх індійських володінь.
У 1783 закінчилась англо-французька війна, за підсумками якої Франція зобов'язувалась припинити військову допомогу Майсуру. Індійські сили були розрізнені і їх коаліція розпалась.
У результаті війн з британцями 1790-1792 та 1799 Майсур втратив половину своєї території. Згодом він став васальним князівством і втратив свою незалежність. Відтоді Південна Індія втратила свій центр спротиву британським колонізаторам.

### Завоювання маратхських князівств
Після завоювання південної Індії британцям протистояли Сикхська держава та маратхські князівства. Сикхи відкинули пропозицію маратхів об'єднатись і в 1806 році підписали мир з британцями. Ост-Індійська компанія пообіцяла не чинити наступ на територію сикхів, якщо уряд Пенджабу не буде здійснювати антибританських дій або укладати союзи з супротивниками Британії. На цьому етапі для британців термінове завоювання Пенджабу основною метою ще не було.
Маратхи, навпаки, на початку XIX століття були серйозною перешкодою для посилення британської влади в Індії. В другій англо-маратхській війні 1802—1805 років англійським військам вдалось розбити індійських князів поодинці. Для надання ілюзорної законності політичному пануванню Ост-Індійської компанії, британці фіктивно зберегли династію Великих Моголів і оголосили, що компанія править країною від їх імені.
Одним із знарядь підкорення феодальних князів у цей період була субсидіарна система. Британці змусили їх підписати ряд договорів, за якими на території князівств за кошт феодалів створювались військові загони під керівництвом англійських офіцерів. Феодальні князівства втратили права військових угод і перетворились на васалів Ост-Індійської компанії.

### Підкорення Сінду та Пенджабу
Через тридцять років розгорнулась наступна військова кампанія англійців — наступ на Сінд та Пенджаб.
У 1832 британці підписали з еміром Гайдерабаду договір, згідно з яким британські піддані отримали право плавати по Інду з комерційною метою.
У 1839 сіндські еміри були змушені прийняти умови договору про фактичний британський протекторат. Після Першої англо-афганської війни емірів звинуватили в нелояльності і організували каральну експедицію на Сінд, внаслідок якої в 1843 році було захоплено Гайдерабад. Сінд був анексований.
У 1809 правитель держави сикхів Ранджит Сінг уклав з британцями Амрітсарський договір, за яким було встановлено кордон між Пенджабом та британським Сіндом. Однак в 1840-х британці зміцнили свої прикордонні форти і зосередили армію на кордоні. Сикхи зрозуміли, що війна з британцями стає незворотною і перейшли кордон.
В ході першої англо-сикхської війни в 1845—1846 зайнято Лахор.
Друга війна з сикхами (1848-1849) призвела до захоплення Мултану і встановлення британського контролю над Пенджабом.
У 1838-1849 у війнах з сикхами та афганцями британське панування було остаточно встановлено в межах етнографічних, політичних та військових кордонів всієї Індії.

### Входження Індії до складу Британської Імперії

Повстання сипаїв, 1857

Після завоювання території Індії британцями швидко зростало незадоволення порядками, що несло загрозу звичному існуванню практично всього населення. Воно переростало у відкритий спротив англійській владі і, зрештою, вилилось у повстання сипаїв — армії, завербованої британською адміністрацією з місцевого населення. Сипаїв активно наймали місцеві індійські раджі для власних військових потреб, що приносило англійцям додаткові прибутки.
Під час повстання в 1858 році британський парламент прийняв закон про ліквідацію Ост-Індійської компанії. Індія ставала складовою частиною Британської імперії, а королева Вікторія проголошена імператрицею Індії. Керувати країною повинен був генерал-губернатор, що згодом отримав офіційний титул віце-короля. Його діяльність, як і всієї адміністрації Британської Індії, контролювалась відповідальним перед парламентом міністерством у справах Індії.
Після цього було здійснено ряд важливих реформ. Військова реформа призвела до розформування сипайських полків і до суттєвого збільшення чисельності англійців в армії. Зросла роль армійських найманців. При цьому Британія зобов'язувалась поважати традиційну індійську варно-кастову систему.
У 1861 парламент прийняв закон про організацію законодавчих Індійських рад при генерал-губернаторі та губернаторах провінцій. Була проведена судова реформа за англійським зразком. Право брати участь у виборах отримувало 1 % населення.
У 1857 відкрито університети в Калькутті, Мадрасі та Мумбаї з викладанням англійською мовою, що мало б забезпечити підготовку проанглійських кадрів колоніальної адміністрації з самих індійців. Нормою ставало використання англійської мови як офіційної. Книги та періодика друкувались виключно англійською. Активне проникнення елементів британської політичної культури сприяло проникненню в Індію і європейських ідей та ідеалів.

## Сутність британської колонізації
Перемогу англійців забезпечили переваги в озброєнні, військовій організації, а також численні інтриги та підкупи. Захоплення Індії значно прискорило промисловий переворот в Англії. Ввіз промислових товарів до Індії вплинув на погіршення матеріального становища індійських ремісників. Зростання впливу англійців відбувалось на загальному фоні посилення в країні позицій колоніального капіталу та економічних перетворень в державі. Втручання колоніальної адміністрації у внутрішні справи країни і, передусім, в аграрні відносини, що формувалися століттями, призводило до серйозних конфліктів і руйнації традиційної системи цінностей.
Частина британських істориків XIX століття розглядала завоювання Індії та перетворення її на британську колонію як цілком закономірне явище, що мало важливі позитивні наслідки для долі світової цивілізації. Вони відзначали, що англійцям довелось взяти на себе нелегкі функції по «навчанню індійців», адже до британської колонізації Індія знаходилась на вкрай низькому ступені розвитку. При цьому англійців розглядали як носіїв ідей свободи та прав людини в деспотичній державі, внесок яких начебто виправдовує певні негативні сторони колонізації.